# Tsubasa Kitatsuru
Tsubasa Kitatsuru (北津留 翼, Kitatsuru Tsubasa, né le 26 avril 1985) est un coureur cycliste japonais. Spécialisé dans les épreuves de sprint sur piste, il a notamment été quatre fois champion d'Asie de vitesse. Il représenté le Japon aux Jeux olympiques de 2008 à Pékin.

## Palmarès

### Jeux olympiques
- Pékin 2008
  - 14e de la vitesse individuelle

### Championnats du monde
- Moscou 2003
  -  Champion du monde du keirin junior
  -  Champion du monde de la vitesse individuelle junior
- Apeldoorn 2011
  - 12e de la vitesse individuelle[1]
  - 25e du keirin[2]

### Jeux asiatiques
- Doha 2006
  -  Médaillé d'or de la vitesse
- Guangzhou 2010
  -  Médaillé d'argent de la vitesse

### Championnats d'Asie
- Yokkaichi 2004
  -  Médaillé d'argent de la vitesse
- Ludhiana 2005
  -  Médaillé d'or de la vitesse
  -  Médaillé d'argent du keirin
- Kuala Lumpur 2006
  -  Médaillé d'or de la vitesse
  -  Médaillé d'argent de la vitesse par équipes
- Bangkok 2007
  -  Médaillé d'or de la vitesse
- Nakhon Ratchasima 2011
  -  Médaillé d'or de la vitesse
  -  Médaillé d'argent de la vitesse par équipes

### Championnats nationaux
- 2010
  -  Champion du Japon du keirin